# Gentlemen's agreement
Pour le film américain de 1947 dont le titre original est Gentleman's Agreement, voir Le Mur invisible (film, 1947).
Un gentlemen's agreement (de l'anglais, littéralement, « accord entre gentilshommes ») est un accord informel entre deux ou plusieurs parties. Il peut être écrit, oral, ou implicite en faisant part d'un accord non verbal, via une convention ou par avantage réciproque. 
L'essence d'un gentlemen's agreement réside dans le fait qu'il repose sur l'honneur des parties en regard de sa réalisation, plutôt que dans le fait qu'il soit imposable. Il est, par conséquent, différent d'un contrat, qui lui peut être imposé si nécessaire. Le premier usage connu de cette phrase date de 1888, au sein du rapport des officiers comptables du chemin de fer, publié par l'association des comptables des chemins de fer américains (p. 337).

## Exemples degentlemen's agreements

### Sport
- En Formule 1, une règle historique entre pilotes veut qu'en qualifications, le dépassement d'une voiture sur son tour de sortie est interdit. Peu à peu, le respect de cette règle est abandonné.
- Le catch professionnel s'appuie souvent sur un « accord par poignée de main », entre le lutteur et le promoteur, par rapport à l'argent et aux dates de travail. Ce procédé est généralement utilisé pour les promotions indépendantes qui n'ont pas les moyens de rédiger des accords légaux.
- Dans le baseball professionnel aux États-Unis, la barrière de la couleur, qui a duré pendant près de 60 ans, constituait un gentlemen's agreement empêchant les afro-américains de jouer dans les ligues blanches. Ce bannissement est finalement cassé par les Dodgers de Brooklyn signant Jackie Robinson en 1945.
- En football, il y a une règle non écrite qui décrète que, en cas de blessure, si un joueur de l'équipe en face de celle du joueur blessé est en possession du ballon, il/elle mettra le ballon hors du jeu (abandonnant par conséquent la possession) afin que le joueur blessé puisse être soigné. Lors de la remise en jeu, on attend de l'équipe du joueur blessé qu'elle rende la balle à l'équipe adverse, permettant aux deux équipes de reprendre le cours normal du jeu. La règle, bien qu'officieuse, est généralement respectée loyalement. Cependant, les occasions où cette règle ne fut pas observée sont connues pour avoir mené à de grandes animosités entre les deux équipes (et donc à un jeu plus physique). L'exemple le plus connu est le match de la coupe du monde 2006 entre le Portugal et les Pays-Bas. En 2005, lors d'un match de la Coupe des Pays-Bas entre Cambuur Leeuwarden et l'équipe B de l'Ajax Amsterdam, le milieu de terrain Jan Vertonghen effectua un long tir depuis le rond central, qui, à sa plus grande surprise, atterrit dans le but adverse, provoquant un grand bouleversement parmi les joueurs de Cambuur. Afin de remédier à cette situation, l'entraîneur de l'Ajax John van den Brom demanda à ses joueurs de s'abstenir de défendre, autorisant à Cambuur un libre passage vers le but, afin de rendre le but marqué.
- Dans les ligues de sport électronique amateurs (publiques), les équipes ont souvent des accords pour permettre ou interdire des joueurs, règles ou équipements dont l'usage aurait été autorisé ou interdit autrement. Un exemple serait une équipe autorisant ses adversaires à inclure un nouveau membre de l'équipe dans un match, même si les règles de la compétition stipulent qu'ils ne peuvent jouer qu'après un certain laps de temps donné ou qu'à partir du moment où l'équipe a effectué un match avec le nouveau membre sur le banc.
- Au billard américain, lorsqu'un joueur casse un groupe de boules posant problème (au bénéfice des deux joueurs), cela est appelé un gentlemen's break, après avoir cassé en début de jeu. Un mouvement de ce genre est un geste de bonne volonté.

### Urbanisme
- La ville américaine de Philadelphie a maintenu un gentlemen's agreement, forcé pendant un long moment par le directeur des plans de la ville Edmund Bacon, concernant la hauteur des bâtiments au sein du centre-ville. L'accord stipulait qu'aucun bâtiment ne devait être construit plus haut que le chapeau de la statue de William Penn au sommet de l'hôtel de ville. Cet accord tacite fut rompu avec le révolutionnaire One Liberty Place en 1985.

### Industrie
- Les constructeurs automobiles allemands mettent une limite de vitesse de 250 km/h dans leurs voitures, sauf pour les voitures de sport.
- Un accord, caduc aujourd'hui, entre les constructeurs automobiles japonais limitant la puissance maximale du moteur de leurs voitures à 206 kW ou 276 chevaux.
- Boeing a signé un contrat d'exclusivité avec American Airlines, Continental Airlines, et Delta Air Lines par des accords séparés mais presque identiques, en ce qui concerne la livraison des avions de ligne. L'Union européenne obligea les contrats à être annulés lorsque Boeing fusionna avec McDonnell Douglas, mais American Airlines, Delta et Continental ont continué d'adhérer aux termes, par un gentlemen's agreement.
- Tous les constructeurs importants japonais ont accepté de limiter la vitesse maximale affichée au compteur de leurs motos à 300 km/h. La fin des années 1990 a connu des guerres de puissance entre les différents constructeurs motos qui ont culminé avec la Suzuki GSX1300R Hayabusa, la première moto conçue pour dépasser cette vitesse en 1999, et la Kawasaki ZX-12R, conçue pour dépasser les 320 km/h.

## Sources
- (en) Cet article est partiellement ou en totalité issu de l’article de Wikipédia en anglais intitulé « Gentlemen's agreement » (voir la liste des auteurs).